# اووبرا
اووبرا (به لاتین: Ubra) یک منطقهٔ مسکونی در روسیه است که در شهرستان لاکسکی واقع شده‌است.